# Lomme
Lomme è un comune francese di 26 549 abitanti situato nel dipartimento del Nord nella regione dell'Alta Francia. Lomme è un Comune Associato a Lilla dal 2000.